# Josef Zahradníček
Josef Zahradníček (* 18. března 1957 Popůvky) je český politik, v letech 2013 až 2017 poslanec Poslanecké sněmovny PČR, v letech 2016 až 2024 zastupitel Kraje Vysočina, v letech 1994 až 2014 starosta obce Studenec na Třebíčsku, v letech 1981 až 1990 předseda MNV Studenec, člen KSČM (dříve KSČ).

## Život
Dětství prožil se třemi sourozenci v Popůvkách na Třebíčsku. Vyučil se automechanikem a pracoval v JZD Hartvíkovice, později v JZD Studenec, kde také od roku 1978 žije. Středoškolské vzdělání si doplnil večerním studiem na SPŠS v Třebíči.
Působil také jako člen Finančního výboru Kraje Vysočina. Do zrušení okresních úřadů zastupoval v Okresním shromáždění deset obcí. Několik let byl také předsedou Energoregionu 2020, který sdružuje 125 obcí v okolí Jaderné elektrárny Dukovany. Obec Studenec zastupuje také v Mikroregionu Náměšťsko a v Horácko-ekologickém mikroregionu. Dále se podílí na činnosti místních organizací hasičů, Sokolů a dalších.
Josef Zahradníček je ženatý a má dvě děti (syna a dceru).

## Politické působení
V roce 1977 vstoupil do KSČ. O čtyři roky později byl zvolen poslancem Městského národního výboru ve Studenci. V letech 1984 až 1990 navíc vykonával funkci předsedy MNV Studenec. V roce 1990 přešel do KSČM, působil i jako člen Ústřední rozhodčí komise KSČM.
V komunálních volbách v roce 1990 byl zvolen za KSČM do Zastupitelstva obce Studenec v okrese Třebíč. Zároveň se stal uvolněným místostarostou obce. Mandát zastupitele města pak obhájil v komunálních volbách v roce 1994, po nichž se stal i starostou obce Studenec. Mandát zastupitele (a posléze vždy i starosty) obhájil dále v komunálních volbách v roce 1998, v roce 2002, v roce 2006 a v roce 2010 (vždy za KSČM).
Do vyšší politiky se pokoušel vstoupit, když kandidoval v krajských volbách v roce 2004 za KSČM do Zastupitelstva Kraje Vysočina, ale neuspěl. Podobně neúspěšně dopadl i v krajských volbách v roce 2008 a v krajských volbách v roce 2012. Krajským zastupitelem se tak stal až po volbách v roce 2016, ve volbách v roce 2020 mandát obhájil.
Dvakrát také kandidoval do Senátu PČR, a to v obvodu č. 53 – Třebíč. Nejprve ve volbách do Senátu v roce 2006, kdy sice postoupil do druhého kola, ale tam jej porazil Vítězslav Jonáš z ODS v poměru 47,10 % : 52,89 %. Po druhé ve volbách do Senátu v roce 2012, kdy opět sice postoupil do druhého kola, ale v něm jej opět protikandidát porazil, tentokrát František Bublan jako nestraník za ČSSD v poměru 41,89 % : 58,10 %.
Kandidoval také ve volbách do Poslanecké sněmovny PČR v roce 2010 za KSČM v Kraji Vysočina, ale neuspěl. O tři roky později ve volbách do Poslanecké sněmovny PČR v roce 2013 kandidoval ve stejném kraji na šestém místě kandidátky KSČM a byl zvolen poslancem. Získal totiž 2 338 preferenčních hlasů a skončil tak nakonec druhý (přeskočil i Helenu Vrzalovou, která byla původně druhá a vzhledem k zisku dvou mandátů pro KSČM v Kraji Vysočina se do Sněmovny nedostala).
V komunálních volbách v roce 2014 obhájil post zastupitele obce Studenec na Třebíčsku, když vedl tamní kandidátku KSČM. Vzhledem k tomu, že KSČM skončila na druhém místě a vzhledem k souběžné funkci poslance, již nebyl znovu zvolen starostou a v této funkci po téměř 30 letech (včetně období MNV) skončil. Působí však jako místostarosta obce.
Ve volbách do Poslanecké sněmovny PČR v roce 2017 obhajoval svůj poslanecký mandát za KSČM v Kraji Vysočina, ale neuspěl. Ve volbách do Poslanecké sněmovny PČR v roce 2021 byl lídrem KSČM v Kraji Vysočina, ale opět neuspěl, neboť strana nepřekročila pětiprocentní hranici nutnou ke vstupu do Poslanecké sněmovny.
V krajských volbách v roce 2024 obhajoval z pozice člena KSČM mandát zastupitele Kraje Vysočina, a to na kandidátní listině koalice „STAČILO!“ (tj. KSČM, ČSSD a ČSNS). Tentokrát však neuspěl a mandát krajského zastupitele se mu tak nepodařilo obhájit.